# Apseudes caeruleus
Apseudes caeruleus är en kräftdjursart som beskrevs av Donald F. Boesch 1973. Apseudes caeruleus ingår i släktet Apseudes och familjen Apseudidae. Inga underarter finns listade i Catalogue of Life.